# Championnats d'Europe de beach-volley 2012
 (janvier 2025).
Si vous disposez d'ouvrages ou d'articles de référence ou si vous connaissez des sites web de qualité traitant du thème abordé ici, merci de compléter l'article en donnant les références utiles à sa vérifiabilité et en les liant à la section « Notes et références ».
Navigation
Édition précédente Édition suivante
Les championnats d'Europe de beach-volley 2012, vingtième édition des championnats d'Europe de beach-volley, ont eu lieu du 30 mai au 3 juin 2012 à La Haye, aux Pays-Bas. Ils ont été remportés par les Allemands Julius Brink et Jonas Reckermann chez les hommes et par les Néerlandaises Sanne Keizer et Marleen van Iersel chez les femmes.